# Montanhas Yunling

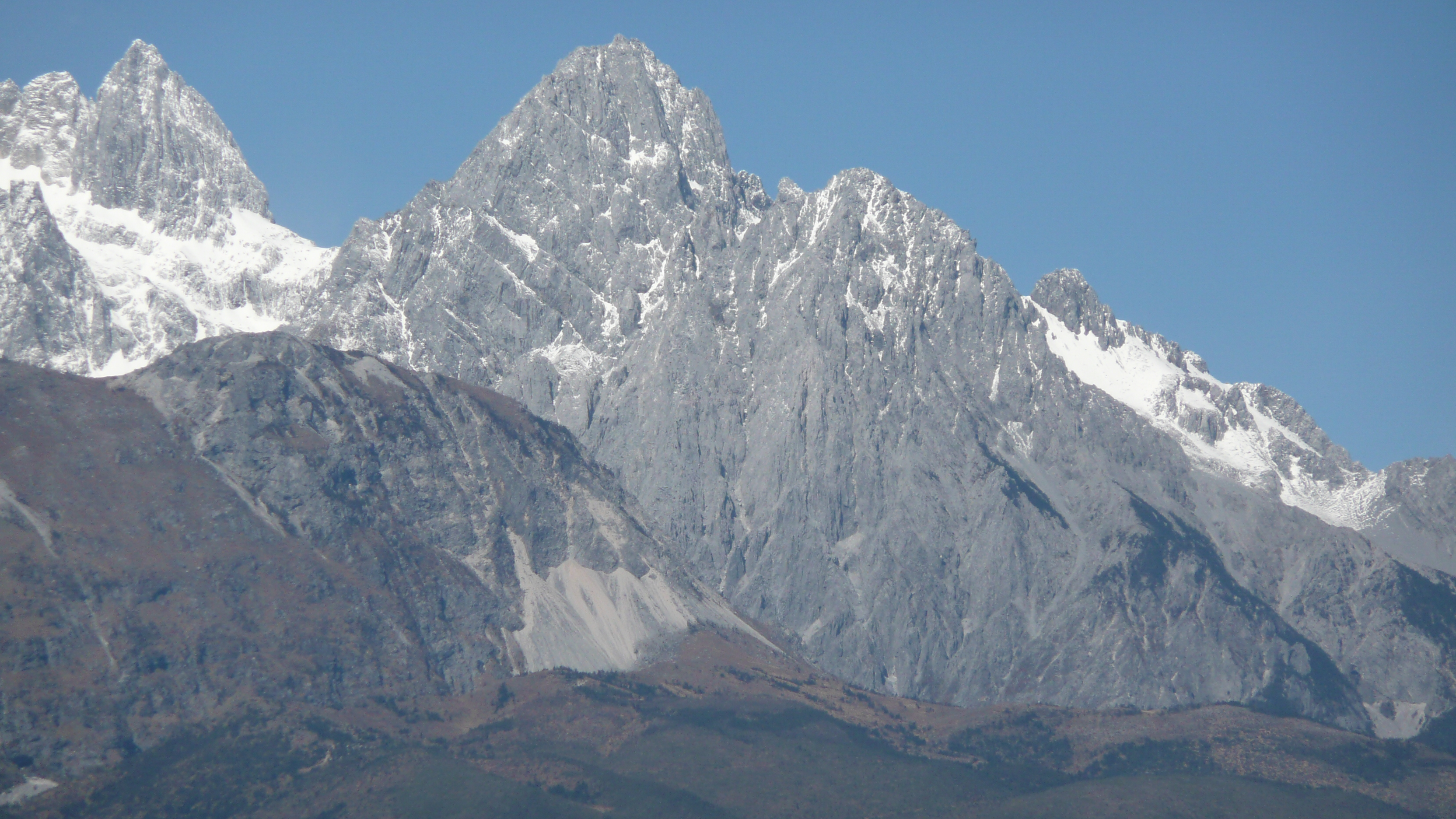
Montanhas Yung-Ling (China)

As Montanhas Yunling ou Yung-Ling (chinês tradicional: 雲嶺山脈, chinês simplificado: 云岭山脉, pinyin: Yúnlǐng Shānmài, significando "montanhas das nuvens") são uma cordilheira em Lanping, Nujiang Lisu, província de Yunnan, centro-sul da República Popular da China. Fazem parte da área denominada Três Rios Paralelos das Áreas Protegidas de Yunnan e da Rserva Natural das Montanhas Yunling. São o local do habitat da espécie de macaco-narigudo Rhinopithecus bieti.